# Iskra (Schiff, 1982)
Das zweite Segelschulschiff der polnischen Marine namens Iskra (pol. iskra = „Funke“) ist eine 1981 bis 1982 gebaute Barkentine (Dreimaster). Sie wurde nach dem bis 1977 genutzten polnischen Segelschulschiff gleichen Namens benannt.
Kennzeichen der zweiten Iskra ist die Takelung mit drei verschiedenen Segeltypen: Barkentinen-typisch Rahsegel am Fock- (vorderer Mast) sowie Gaffelsegel am Großmast (mittlerer Mast), jedoch Bermudasegel statt einer weiteren, typspezifischen, Gaffelbesegelung am  Besanmast (hinterer Mast). Die Reihenfolge stellt Stationen der Entwicklungsgeschichte des Segels dar.

## Schiffsgeschichte
Am 11. November 1981 wurde auf der Stocznia Gdanska (Werft Danzig) der Kiel für das neue polnische Segelschulschiff gelegt, das wieder den Namen Iskra bekommen sollte. Ähnliche Schiffe sind die polnische Barkentine Pogoria (1980), die vom polnischen Schiffskonstrukteur Zygmunt Choreń entworfen worden war, der unter anderem auch für die Dar Młodzieży (1982), die Royal Clipper (2000) und den Umbau der Alexander von Humboldt zu einem Segelschiff verantwortlich zeichnet, sowie die bulgarische Barkentine Kaliakra (1984) und der polnische Dreimaster Oceania (1985) mit einem rahsegelartigen Spezialrigg. Die Schiffe teilen unter anderem das moderne Plattheck. Am 6. März 1982 lief die neue Iskra vom Stapel und nahm am 11. August des Jahres ihren Dienst als Segelschulschiff auf.
Die Iskra hat von 1987 bis 2007 regelmäßig an der Großseglerregatta der Tall Ships’ Races (bis 2003: Cutty Sark Tall Ships’ Races) teilgenommen; Ausnahmen bildeten 1992 (Grand Regatta – Columbus ’92) und 2005. 1989 gewann die Iskra die Cutty Sark Trophy für ihren Beitrag zu internationaler Verständigung und Freundschaft. 1990 wurde dem Schiff vom Generalsekretär der Vereinten Nationen die „Medaille im Dienste des Friedens“ (engl. In the Service of Peace Medal) verliehen.
Vom 18. April 1995 bis zum 10. Februar 1996 unternahm die Iskra über Teneriffa, Rio de Janeiro, Kapstadt, Jakarta, Sydney, vorbei an Kap Hoorn (27. November 1995) nach Ushuaia, Buenos Aires, Recife und Portsmouth eine Weltumrundung in West-Ost-Richtung.

## Besatzung
Zur Stammbesatzung der Iskra gehören 5 Offiziere, 4 Unteroffiziere und 9 Seeleute. Zur Schulbesatzung kommen 2 Offizier-Ausbilder, 1 Offiziersarzt und 45 Kadetten hinzu.

## Galerie

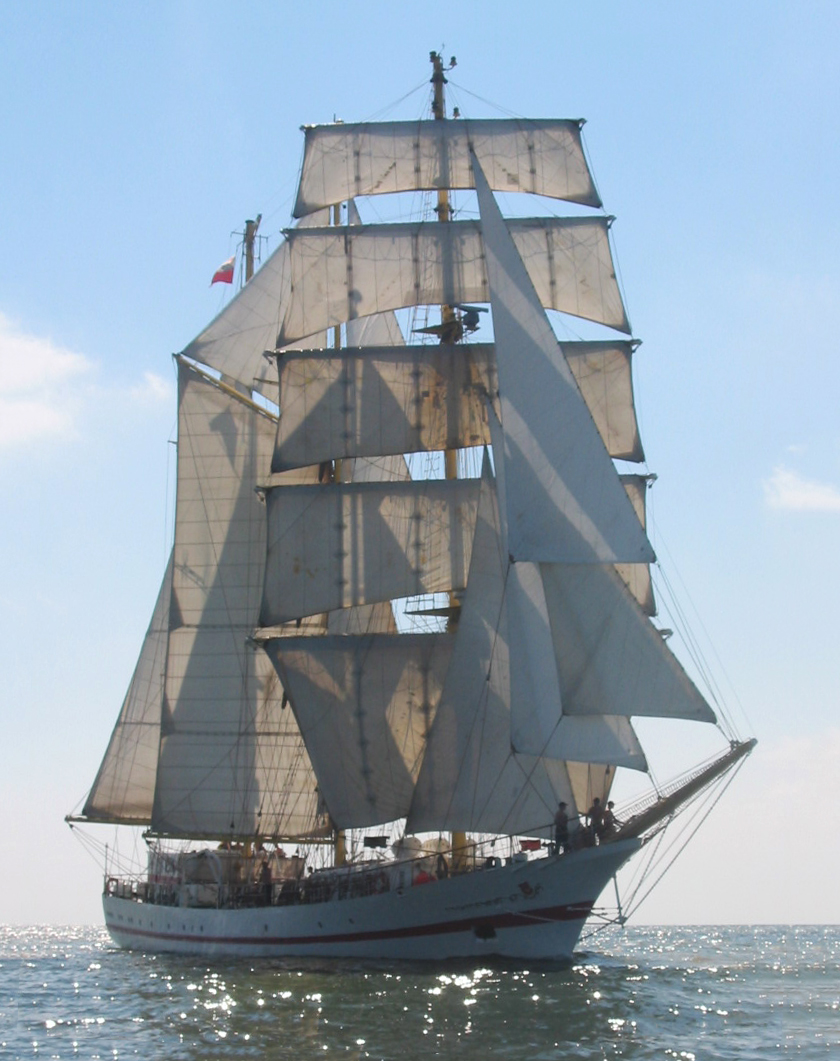
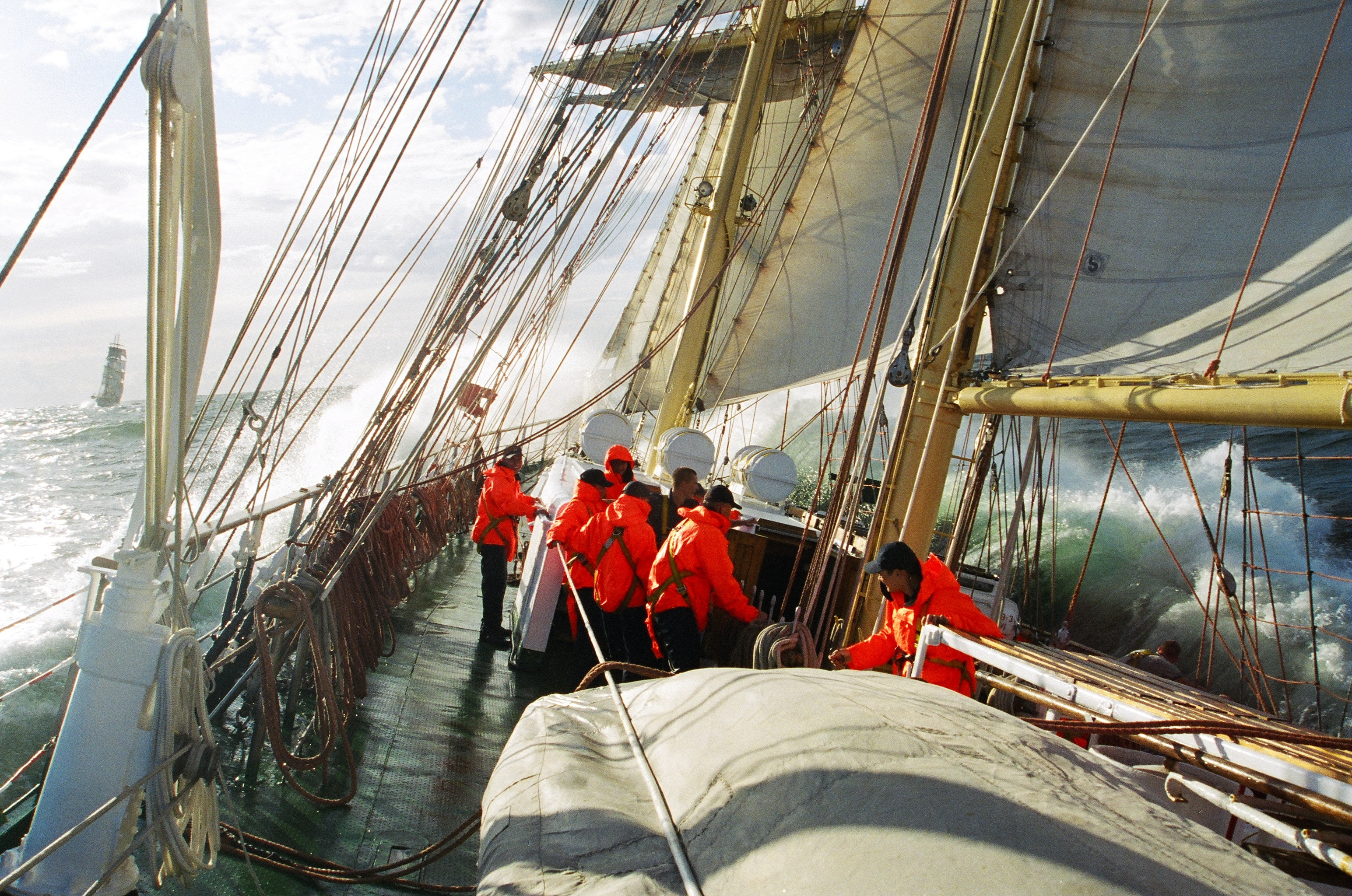
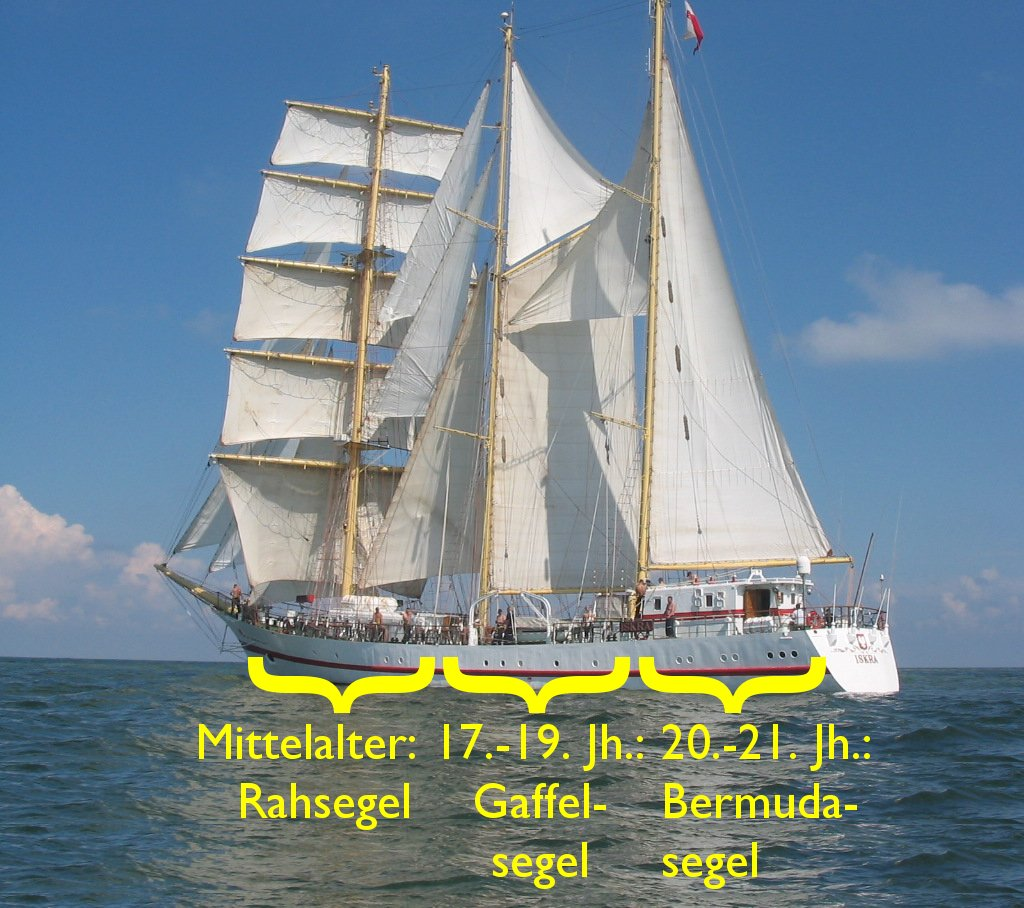